# الیم (آلاسکا)
الیم (به انگلیسی: Elim) شهری در ناحیه سرشماری نوم ایالت آلاسکا است که جمعیت آن در سرشماری سال ۲۰۰۰ میلادی ۳۱۳ نفر بوده‌است.